# جمال ففیلد
جمال ففیلد (انگلیسی: Jamal Fyfield؛ زادهٔ ۱۷ مارس ۱۹۸۹) بازیکن فوتبال اهل بریتانیا است.
از باشگاه‌هایی که او در آن بازی کرده‌، می‌توان به باشگاه فوتبال میدنهد یونایتد، باشگاه فوتبال یورک سیتی، باشگاه فوتبال بورم‌وود، باشگاه فوتبال گیتزهد، باشگاه فوتبال ولینگ یونایتد، باشگاه فوتبال گریمزبی تاون، باشگاه فوتبال پوترز بار تاون و باشگاه فوتبال ورکسام اشاره کرد.